# Drzenin
Drzenin (Duits: Neuhaus) is een plaats in het Poolse district  Gryfiński, woiwodschap West-Pommeren. De plaats maakt deel uit van de gemeente Gryfino en telt 280 inwoners.